# Iglesia de la Asunción de Nuestra Señora (Villafamés)

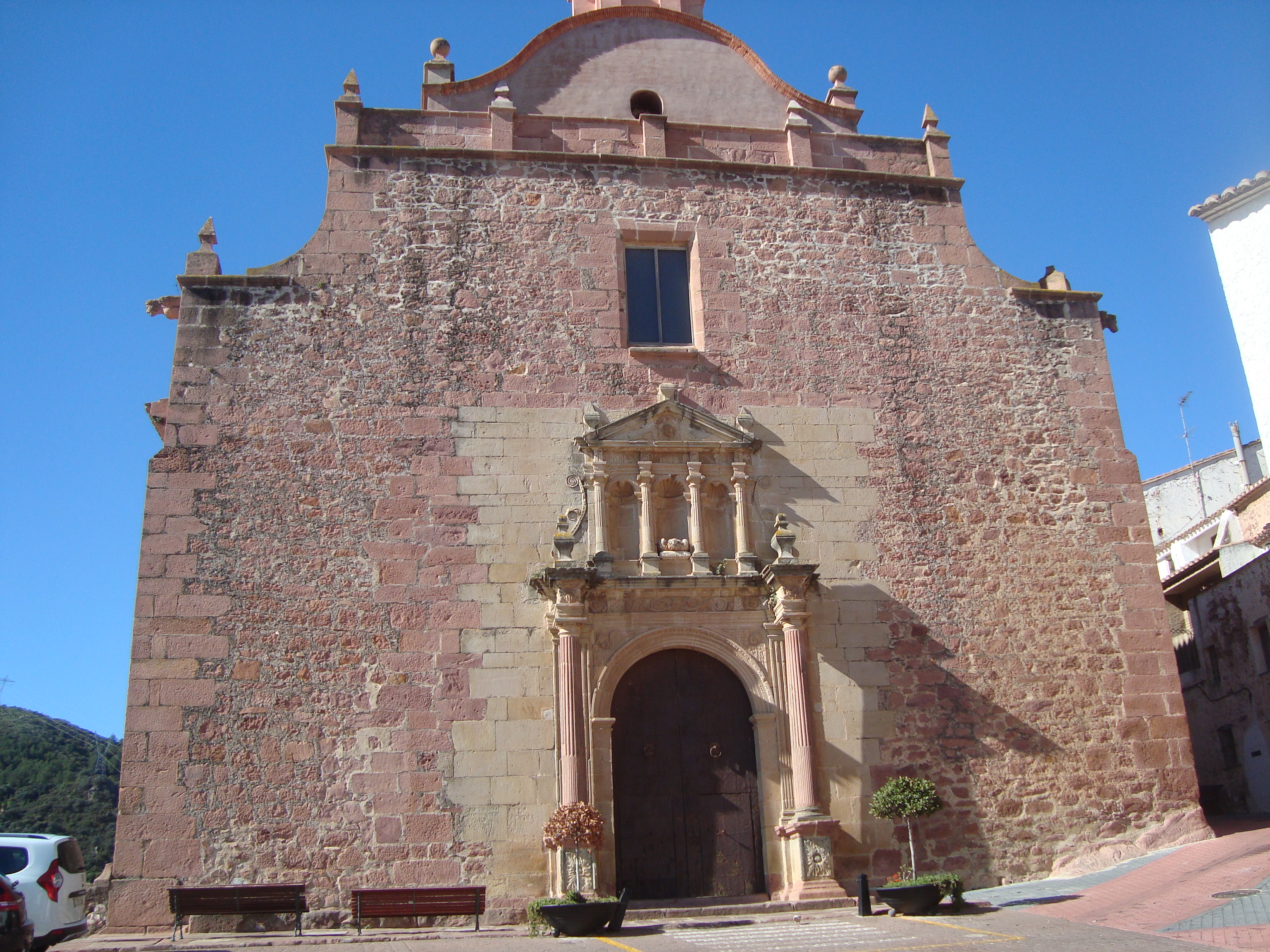
Iglesia parroquial de la Asunción (Vilafamés)

La iglesia parroquial de la Asunción de Nuestra Señora de Villafamés (Provincia de Castellón, España) es una construcción de finales del siglo XVI.

## Historia y descripción
Su planta es trazada por el maestro de la Seo de Tortosa, Martín de Mendoza y adjudicada para su realización a Juan Palacios. En 1778 se reforma, prolongándose el crucero con la capilla de la comunión y nuevo presbiterio, bajo la dirección de Andrés Moreno, concluyendo las obras de ampliación en 1783. La cúpula, demolida por amenazar ruina, se erigía de nuevo en 1806, bajo dirección de José Más Aidra.
Realizada en sillería, rodeno del terreno y mampostería, cubre con teja árabe a doble vertiente. Presenta portada fechada en 1601.
En el interior se estructura en planta de una sola nave, de cuatro tramos más presbiterio, crucero y capillas entre contrafuertes. Soportes de pilastras corintias, arcos de medio punto con apliques dorados y bóveda de medio cañón con lunetos, toda ella decorada con elementos barrocos, apreciándose también las nervaduras como elementos persistentes del gótico recientemente pasado. En el crucero cúpula ciega sin linterna.
El retablo mayor, de principios del s. XVII, fue trazado por Agustín Sanz y adjudicado a Bernardo Monfort. Cuenta también con decoración pictórica al fresco en la Capilla de la Comunicación y pechinas de la cúpula, obra de J. Oliet, así como interesantes ornamentos, orfebrería y zócalo de cerámica valenciana del s. XVIII.